# Georg Maret
Georg Maret, né le 16 février 1949 à Trèves est un physicien allemand, spécialiste de la matière molle. Il est professeur de physique expérimentale à l'université de Constance.

## Biographie
Ancien élève de l'université de Bonn et de l'université technique de Munich, Georg Maret effectue son doctorat à Grenoble avant d'être nommée chercheur au CNRS à Grenoble. Il étudie les propriétés magnétiques de biopolymères. Il est chercheur associé de l'université de Californie à Los Angeles en 1992 puis est nommé directeur de l'Institut Charles-Sadron à l'université de Strasbourg. Jean-François Joanny lui succède en 1996 lorsqu'il rejoint l'université de Constance. Il met en évidence expérimentalement les processus de fusion des cristaux en étudiant des systèmes modèles de colloides bidimensionnels. Il est nommé doyen de l'université des sciences puis du département de physique de l'université de Constance.
Georg Maret est lauréat du prix Gentner Kastler de la Société française de physique (SFP) et la Société allemande de physique (DPG) en 2011, des Loeb lecture de l'université Harvard en 2003 et du prix Leconte de l'Académie des sciences en 1993. Il est membre du Conseil scientifique international de l'ESPCI ParisTech et éditeur en chef de The European Physical Journal E de 2005 à 2010 avec Pierre-Gilles de Gennes puis Jean-Marc di Meglio.